# Conus buxeus
El Conus buxeus es una especie de caracol de mar, un molusco gasterópodo marino en la familia Conidae, los caracoles cono y sus aliados.
Estos caracoles son depredadores y venenosos. Son capaces de "picar" a los seres humanos y seres vivos, por lo que debe ser manipulado con cuidado o no hacerlo en absoluto.
Hay una subespecie: Conus buxeus loroisii Kiener, 1845 (sinonimias: Conus agrestis Mörch, 1850; Conus figulinus var. insignis Dautzenberg, 1937; Conus huberorum da Motta, 1989; Dendroconus loroisii insignis (f)  Dautzenberg, 1937).

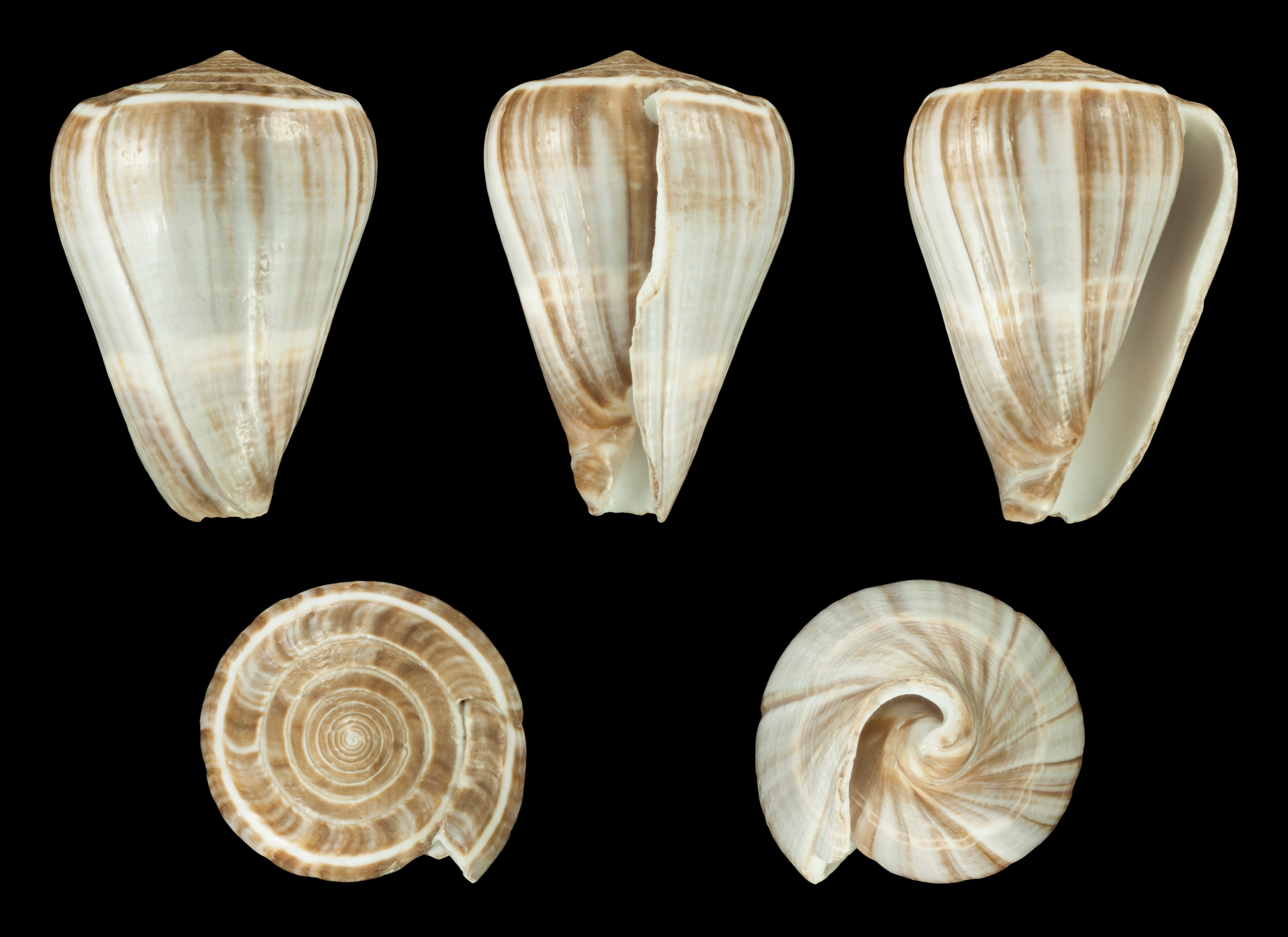
Conus buxeus loroisii